# Agricultura e sustentabilidade
A relação entre agricultura e sustentabilidade é um tema que ganha importância à medida que as discussões sobre a sustentabilidade em geral também ganham destaque ao redor do mundo...
Ainda que a agricultura tenda a ter um impacto significativamente menor ao meio ambiente em relação à pecuária, fauna e flora podem ser muito prejudicadas pelo cultivo de grãos e plantas em geral. Além dos uso de agrotóxicos que matam inúmeras espécies de aves, como o Roundup e o tanino por exemplo, a demanda pela devastação de grandes áreas para o cultivo de cana-de-açúcar, a fim de gerar combustível suficiente para uma frota em amplo crescimento, fazem com que a agricultura se apresente como mais um problema a ser resolvido.